# Revolución pernambucana

La bandera de la Revolución pernambucana de 1817.

La Revolución pernambucana (llamada en portugués Revolução pernambucana,Revolução dos Alencar  o Revolução dos Padres) fue una sublevación ocurrida en la provincia de Pernambuco, Brasil, contra el gobierno colonial portugués, con la finalidad de fundar una República independiente en el Nordeste de Brasil. Duró del 6 de marzo al 19 de mayo de 1817, cuando fue aplastada por tropas leales al gobierno portugués.

## Antecedentes
Al empezar el siglo XIX en el Brasil colonial, Olinda y Recife, las dos principales ciudades de la provincia de Pernambuco, contaban con 40 000 habitantes entre ambas, al lado de los 60 000 habitantes de Río de Janeiro, capital de la colonia. Las tierras pernambucanas eran el centro de la riqueza y producción de Brasil. Los ingenios azucareros y las plantaciones algodoneras de Pernambuco (concentrados en torno a Olinda) mantenían importancia económica y el puerto de Recife seguía siendo la ruta de salida de azúcar y el algodón hacia el resto del imperio colonial portugués. Ya en 1645 la provincia de Pernambuco se había distinguido armando tropas que apoyaron la expulsión de los holandeses que habían invadido la colonia, y luego entre 1709 y 1711 habían promovido la Guerra de los Mascates, por lo cual las élites de Olinda y Pernambuco ya tenían un antecedente de enfrentamiento con la autoridad central.[cita requerida]
Las ideas del liberalismo y la Ilustración habían ya penetrado en Brasil poco después de la Revolución Francesa, con sus nociones de autogobierno y republicanismo, estimulando el cuestionamiento de las élites locales contra el absolutismo del gobierno portugués pese a la severa censura ejercida por este. Esas mismas élites, como las de Pernambuco, cultivaban tales ideas en sociedades masónicas secretas desde fines del siglo XVIII, por lo cual el discurso de autonomía en nombre de la libertad era una refundición de ideas y doctrinas que se difundían secretamente en Brasil desde los últimos años del siglo XVIII.
La situación interna de Pernambuco estimulaba el descontento de la élite local: la administración pública interna seguía al mando de portugueses llegados con el rey Juan VI en 1808, siendo que la instalación de la Corte portuguesa en Río de Janeiro significó la creación de nuevos tributos en Brasil para financiar el sostenimiento de la corte y la administración llegadas desde Portugal, lo cual afectó y molestó a las élites de Pernambuco que debían sostener los gastos de un gobierno que no les concedía premios ni privilegios por ello. 
La llegada de la corte portuguesa a Brasil causó también que el rey Juan VI de Portugal pague el apoyo recibido de Gran Bretaña decretando la apertura de puertos brasileños al comercio internacional británico, y en menor medida estadounidense. Esto provocó que la caña de azúcar de Pernambuco compitiese en el mercado brasilero con el mismo producto traído de la colonia británica de Jamaica, mientras que el algodón pernambucano competía con algodón importado de Estados Unidos. A estos eventos se unió una fuerte sequía en 1816 que perjudicó el nordeste de Brasil y redujo los niveles de producción agraria, generando daño financiero a las élites de Pernambuco y alimentando más su descontento con el gobierno portugués. Para colmo, la presión de los abolicionistas europeos (tanto franceses como británicos) causaba más restricciones al tráfico de esclavos, encareciendo la mano de obra de la cual dependía la economía pernambucana, abrumadoramente basada en la producción agraria.

## República Pernambucana
La sublevación pernambucana tuvo como antecedente la proclamación de la república de Crato, efectuada por Bárbara Pereira de Alencar y sus hijos, la que fue brutalmente reprimida por Juan VI. En Recife, el 6 de marzo de 1817 el capitán José de Barros Lima, del regimiento de artillería local, rechazó el arresto impuesto por el comandante portugués Barbosa de Castro y le dio muerte con su espada. De inmediato Barros Lima tomó el cuartel y formó trincheras en las calles para impedir los movimientos de las tropas leales. El gobernador Caetano Pinto de Miranda Montenegro se refugió en el Forte do Brum, pero al ser cercado allí, se rindió. 
El líder del movimiento rebelde fue Domingos José Martins, apoyado por el terrateniente Antônio Carlos de Andrada e Silva y por el sacerdote Frei Caneca. Estos jefes asumieron el gobierno provincial y proclamaron una República en Pernambuco, extendiendo pronto su dominio al resto de la provincia, incluyendo Olinda. El 29 de marzo se convocó una "asamblea constituyente" con representantes elegidos por aclamación en las comarcas cercanas, usualmente miembros de la élite terrateniente y comerciantes. Esta asamblea estableció una separación de poderes ejecutivo, legislativo y judicial, mantuvo al catolicismo como religión oficial, pero permitió la libertad de cultos, se decretó la libertad de prensa y se abolieron varios impuestos; la esclavitud, no obstante, fue mantenida. La existencia de una autoridad puramente local formada por líderes de Pernambuco causó muestras de patriotismo provincial, confeccionando una bandera propia, aunque fue difícil la aplicación práctica de varias medidas liberales en una provincia tan poco desarrollada como Pernambuco
Los rebeldes de Pernambuco intentaron que otras provincia se adhirieran a su movimiento, y pusieron su objetivo en Bahía y Rio Grande do Norte. Hacia Bahía fue enviado el clérigo José Inácio Ribeiro de Abreu e Lima, conocido como el Padre Roma, para iniciar un núcleo de conspiradores y rebeldes, pero al ser descubierto poco después de desembarcar, fue apresado y fusilado por orden del Conde dos Arcos, gobernador portugués. En Rio Grande do Norte, los pernambucanos lograron la adhesión de un rico terrateniente llamado André de Albuquerque Maranhão, dueño de ingenios de azúcar, que arrestó al gobernador José Inácio Borges, ocupó Natal y formó una junto gubernativa allí, pero al no hallar adhesión del resto de la población. El nuevo líder fue expulsado del poder en pocos días, recobrando su mando la autoridad portuguesa. Los líderes pernambucanos contactaron al prestigioso periodista brasileño Hipólito José da Costa para ser embajador de la República pernambucana en Gran Bretaña, pero éste rechazó la oferta al ser funcionario pagado por el gobierno portugués.

## Supresión de la Revolución
Para entonces las noticias sobre lo ocurrido en Recife se habían difundido ampliamente y tropas gubernamentales enviadas desde Bahía avanzaron en medio del sertão pernambucano para suprimir la revuelta a fines de abril, mientras desde Río de Janeiro se enviaban buques de guerra portugueses para bloquear el puerto de Recife. 
Por esa misma fecha los líderes de Pernambuco enviaron al rico comerciante Antônio Gonçalves Cruz (conocido como Cruz Cabugá) a los Estados Unidos para que aprovechase sus contactos comerciales en dicho país y comprase armas para las fuerzas rebeldes, reuniendo para ello cerca de 800,000 dólares de plata. A Cruz Cabugá se le encargó también presentarse como emisario ante el gobierno de EE. UU. para que apoyase la creación de una república independiente en el Nordeste de Brasil. Una última misión de Cruz Cabugá era reclutar veteranos franceses de las Guerras Napoleónicas exiliados en los EE. UU. para liberar a Napoleón I (desterrado en la isla de Santa Elena), y llevarlo a Recife para liderar la revuelta de Pernambuco, con el pacto de remitirlo luego a Europa para que recuperase su trono imperial en Francia.
En pocos días una fuerza de 8000 hombres bajo mando portugués habían penetrado en la Provincia de Pernambuco, siendo que los líderes republicanos intentaron hacerles frente en la localidad de Ipojuca a inicios de mayo, pero fueron derrotados en inferioridad de hombres y armas, replegándose a Recife. En 19 de mayo las tropas enviadas por la autoridad portuguesa tomaron Recife sin hallar resistencia armada, y al día siguiente los jefes del gobierno provisorio se rindieron. Contra lo esperado, solo los cuatro principales líderes fueron condenados a muerte por la sublevación, y todos los demás rebeldes fueron amnistiados un año después de los sucesos.
Poco después de haber sido suprimida la revuelta de Pernambuco, Cruz Cabugá llegó a Filadelfia y en la ciudad de Washington se entrevistó con el Secretario de Estado, Richard Rush, quien negó todo apoyo político o militar estadounidense a la República Pernambucana. Cruz Cabugá apenas logró que los EE. UU. aceptaran buques pernambucanos en puertos estadounidenses y ofrecieran recibir exiliados brasileros en caso de fracasar la revuelta. En cuanto a los veteranos bonapartistas franceses, Cruz Cabugá apenas reclutó a cuatro hombres, que fueron apresados antes de desembarcar en Brasil y devueltos a Estados Unidos.